# 梅拉妮·梅龙
梅拉妮·梅龙（英語：Melanie Mayron，1952年10月20日—），女，美国演员。曾获得黄金时段艾美奖戏剧类电视系列剧最佳女配角。